# Sabrina
Sabrina je  žensko osebno ime.

## Izvor imena
Sabrina je romansko-britansko ime, ki naj bi nastalo iz keltske legende, po kateri naj bi bilo to ime za angleško reko Severn v Walesu. Po legendi naj bi bila Sabrina nezakonska hči velškega kralja Locrina, ki so jo utopili na ukaz njegove žene Gwendolen. Rečno ime je bilo zapisano že latinskih spisih zgodovinarjaTacita in je dvomljivega izvora. Sabrina je torej legendarno ime, ki verjetneje prej izhaja iz rečnega imena kot obratno.

## Različice imena
- moške različice imena: Brin
- ženske različice imena: Brina, Rina, Sabra, Sabrija, Sabrije, Sabrine

## Tujejezikovne različice imena
- pri Italijanih: Sabrina

## Pogostost imena
Po podatkih Statističnega urada Republike Slovenije je bilo na dan 31. decembra 2007 v Sloveniji število ženskih oseb z imenom Sabrina: 217.

## Osebni praznik
Imena Sabrina ni med imeni svetnic, zato bi ga po glasovni podobnosti koledarsko morda lahko uvrstili k imenu Sabina.